# 非洲运动会
非洲运动会（英語：Africa Games）亦称全非运动会或泛非運動會，是非洲地區規模最大、水準最高的綜合性運動會。其為國際奧委會承認的地區性大型綜合運動會，由非洲運動最高理事會主辦，每四年一屆。在非洲聯盟體育部長會議後非洲國家奧林匹克委員會聯合會將接管比賽組織，解散非洲運動最高理事會。所有參賽的國家都在非洲。
在以全非運動會為名舉辦11屆後，該項賽事更名為非洲運動會。2012年1月在衣索比亞阿迪斯阿貝巴舉辦的非洲聯盟執行理事會會議期間達成更名的決議。
自1999年開始，參賽者包括殘疾運動員。

## 歷史

### 起源
現代奧林匹克運動會的創始人皮埃爾·德·顧拜旦（Pierre de Coubertin）早在1920年就構思了「泛非運動會」。當時統治非洲的殖民主義大國對此持謹慎態度，懷疑非洲人體育運動的統合會導致他們主張獨立。
曾嘗試在1925年在阿爾及利亞的阿爾及爾和1928年在埃及的亞歷山卓舉辦奧運會，但儘管協調員作了大量準備，但努力還是失敗了。國際奧委會（IOC）的第一個非洲成員，出生於希臘的埃及短跑選手Angelo Bolanaki捐贈資金建立一座體育場，但運動會又推遲了三十年。

### 友誼運動會
在1960年代初期，包括法國在內的非洲法語系國家組織了「友誼運動會」。該項運動先後在馬達加斯加（1960年）和科特迪瓦（1961年）舉行。第三屆比賽定於1963年在塞內加爾舉行。在開辦之前，非洲青年和體育部長於1962年在巴黎會面；由於已經有幾個講英語的國家/地區參加比賽，他們將運動會重新命名為「泛非運動會」。該運動會獲得了國際奧委會的官方認可，與其他大洲運動會如亞洲運動會和泛美運動會得以相提並論。

### 非洲運動會
1965年7月，第一屆運動會在剛果共和國首都布拉柴維爾舉行。來自30個國家/地區的大約2,500名運動員參加了該屆比賽。阿拉伯联合共和国（埃及）在此届运動會上獲得了最多的獎牌數。
1966年，泛非洲体育运动理事会（SCSA）在馬里首都巴馬科成立；成為全非洲運動會管理機構。第二屆運動會原訂於1969年在馬里舉行，但1968年一場推翻该国总统的軍事政變迫使該屆運動會取消。尼日利亞的拉各斯原本預備於1971年作為東道主舉行運動會。由於比亞法拉戰爭（Biafra War）剛剛在奈及利亞結束，該屆運動會最終延至1973年舉行。
第三屆運動會原定於1977年在阿爾及利亞舉行，但由於技術原因不得不推遲一年，而於1978年舉行。按照這種模式，下一屆運動會原定於1983年在肯尼亞舉行，但最後延迟至1987年在该国首都内罗毕舉行。
自那時起，四年一度的運動會節奏從未錯過，已經先後在開羅、哈拉雷、約翰尼斯堡和阿布贾舉行。
2007年，阿爾及爾再次成為東道主，成為第一個再度举办非洲运动会的城市。2011年全非運動會於2011年9月在莫桑比克的馬普托舉行。
刚果共和国首都布拉柴維爾舉辦了2015年全非運動會，以紀念該運動會成立50週年，布拉柴维尔成为第二个办过两届全非洲运动会的城市。2019年全非运动会在摩洛哥首都拉巴特举行。而2023年全非运动会暂定举办地为加纳首都阿克拉，但因新冠疫情予以延期一年2024年举办，正式名称保持不变，此外加纳政府也确定将举办第一届非洲残疾人运动会。

## 歷屆賽事
以下为历届非洲运动会举办年份、日期、举办地、以及最多奖牌获得国家。
| 届次 | 年份   | 城市       | 国家           | 日期                           | 开幕式宣布者                             | 最多奖牌数国家                 |
| ---- | ------ | ---------- | -------------- | ------------------------------ | ---------------------------------------- | ------------------------------ |
| 1    | 1965年 | 布拉柴維爾 | 刚果共和国     | 7月18日至25日                  | 刚果共和国总统阿方斯·马桑巴-代巴         | 阿拉伯聯合共和國               |
| -    | 1969年 | 巴马科     |                | 因1968年马里发生军事政变而取消 | 因1968年马里发生军事政变而取消           | 因1968年马里发生军事政变而取消 |
| 2    | 1973年 | 拉各斯     | 奈及利亞       | 1月7日至18日                   | 尼日利亚总统雅库布·戈翁                  | 埃及                           |
| 3    | 1978年 | 阿尔及尔   | 阿尔及利亚     | 7月13日至28日                  | 阿尔及利亚总统胡阿里·布迈丁              | 突尼西亞                       |
| 4    | 1987年 | 內罗毕     |                | 8月1日至12日                   | 肯尼亚总统丹尼尔·阿拉普·莫伊             | 埃及                           |
| 5    | 1991年 | 开罗       | 埃及           | 9月20日至10月1日               | 埃及总统穆巴拉克                         | 埃及                           |
| 6    | 1995年 | 哈拉雷     | 辛巴威         | 9月13日至23日                  | 津巴布韦总统穆加贝                       | 南非                           |
| 7    | 1999年 | 约翰内斯堡 | 南非           | 9月10日至19日                  | 南非总统姆贝基                           | 南非                           |
| 8    | 2003年 | 阿布贾     | 奈及利亞       | 10月5日至17日                  | 尼日利亚总统奥巴桑乔                     | 奈及利亞                       |
| 9    | 2007年 | 阿尔及尔   | 阿尔及利亚     | 7月11日至23日                  | 阿尔及利亚总理阿卜杜勒-阿齐兹·贝勒卡迪姆 | 埃及                           |
| 10   | 2011年 | 馬普托     | 莫桑比克       | 9月3日至18日                   | 莫桑比克总统阿曼多·埃米利奥·格布扎       | 南非                           |
| 11   | 2015年 | 布拉柴維爾 | 刚果共和国     | 9月4日至19日                   | 刚果共和国总统德尼·萨苏-恩格索           | 埃及                           |
| 12   | 2019年 | 拉巴特     | 摩洛哥         | 8月19日至31日                  | 摩洛哥國王穆罕默德六世                   | 南非                           |
| 13   | 2023年 | 阿克拉     |                | 2024年3月8日至23日             | 加纳总统納納·阿庫福-阿多                 | 埃及                           |
| 14   | 2027年 | 开罗       | 埃及           | 1月20日至2月7日                |                                          |                                |
| 15   | 2031年 | 金沙萨     | 刚果民主共和国 |                                |                                          |                                |

## 奖牌总数统计
截止2011年非洲运动会，54个非洲国家中仅有毛里塔尼亚、吉布提、赤道几内亚、科摩罗、南苏丹未取得过非洲运动会的奖牌。
| 名次 | 國家              | 賽事 | 金牌 | 銀牌 | 銅牌 | 總計 |
| ---- | ----------------- | ---- | ---- | ---- | ---- | ---- |
| 1    | 埃及（EGY）       | 12   | 650  | 504  | 481  | 1635 |
| 2    | 尼日利亚（NGR）   | 12   | 470  | 428  | 428  | 1326 |
| 3    | 南非（RSA）       | 7    | 397  | 362  | 295  | 1054 |
| 4    | 阿尔及利亚（ALG） | 12   | 310  | 312  | 400  | 1022 |
| 5    | 突尼斯（TUN）     | 12   | 260  | 244  | 277  | 781  |
| 6    | （KEN）           | 12   | 134  | 144  | 164  | 442  |
| 7    | 塞内加尔（SEN）   | 12   | 65   | 71   | 153  | 289  |
| 8    | 埃塞俄比亚（ETH） | 12   | 45   | 54   | 75   | 174  |
| 9    | 喀麦隆（CMR）     | 12   | 41   | 70   | 137  | 248  |
| 10   | 摩洛哥（MAR）     | 4    | 40   | 44   | 61   | 145  |
| 11   | （GHA）           | 9    | 36   | 54   | 95   | 185  |
| 12   | 津巴布韦（ZIM）   | 12   | 35   | 43   | 71   | 149  |
| 13   | 科特迪瓦（CIV）   | 12   | 29   | 32   | 65   | 126  |
| 14   | 安哥拉（ANG）     | 9    | 24   | 21   | 41   | 86   |
| 15   | 乌干达（UGA）     | 12   | 22   | 21   | 44   | 87   |